# Tieghemella
Tieghemella är ett släkte av tvåhjärtbladiga växter. Tieghemella ingår i familjen Sapotaceae.
Kladogram enligt Catalogue of Life:
| Tieghemella | \| \| Tieghemella africana \| \| \| \| \| \| Tieghemella heckelii \| \| \| \| |
|             | \| \| Tieghemella africana \| \| \| \| \| \| Tieghemella heckelii \| \| \| \| |
|             | Tieghemella africana                                                          |
|             |                                                                               |
|             | Tieghemella heckelii                                                          |
|             |                                                                               |